# Хулдабад
Хулдаба́д (хинди खुलदाबाद) — город (муниципальный совет) и талука округа Аурангабад в индийском штате Махараштра. Расположен в 8 км к северу от Даулатабада и в 4 км от пещер Эллора. Известен как Долина Святых или Обитель Вечности, потому что в 14 веке здесь решили поселиться несколько суфийских святых. В городе находится храм Бхадра Марути и Дарга Зар Зари Зар Бакш, Шейх Бурхану-д-дин Гариб Чишти и Шейх Зейну-д-дин Ширази, а также могила императора Великих Моголов Аурангзеба и его доверенного генерала Асифа Джаха I. Люди приезжают из Аурангабада и близлежащих мест пешком, чтобы совершить пуджу в Хануман Джаянти и по субботам в месяце шравана. Рядом находится Долина Святых, в которой якобы находятся могилы 1500 суфийских святых.

## Название
Название «Хулдабад» переводится как «Обитель Вечности». Оно происходит от посмертного титула императора Великих Моголов Аурангзеба, «хулд-макан» (букв. «Обитающий в Раю»); этот титул вошёл в обиход после погребения в этом городе Аурангзеба в 1707 году. Останки Аурангзеба были захоронены в простой открытой могиле у ног шейха Зейн-ад-Дина Ширази (ум. 1369). Раньше город был известен как «Рауза» (букв. «Райский сад») — общий термин, используемый для описания суфийских святынь в Южной Азии.

## История
Историческое и религиозное значение Хулдабада восходит к 14 веку, когда Мухаммад бин Туглук из Делийского султаната переселил население Дели в Даулатабад в Декане. Значительную часть мигрировавшей мусульманской элиты составляли суфии, многие из которых поселились в соседнем городе Рауза (старое название Хулдабад). Среди этих первоначальных мигрантов были суфийские святые Зар Зари Зар Бакш и Бурхануддин Гариб. Как место захоронения многих из этих святых, город приобрел священный характер как центр чиштийского тариката.
Индо-исламские правители Декана установили связи с городом из-за его религиозного значения. Малик Амбар, первый министр и регент Ахмаднагарского султаната, решил быть похоронен здесь. Правящая династия Фаруки Хандешского султаната имела тесные связи с городом; основатель династии назвал свою столицу Бурханпур в честь проживающего в Хулдабаде Бурханутдина Гариба. Фаруки финансировали городские святыни, предоставляя им доходы трёх деревень.
Покровительство Моголов над городом началось ещё во времена правления императора Акбара, который продолжил покровительство Фаруки над Хулдабадом после захвата Хандеша. Более поздние правители Шах-Джахан и Аурангзеб продолжали оказывать финансовую поддержку. В частности, во время правления Аурангзеба Хулдабад приобрёл всё большее значение как место захоронения членов королевской семьи Великих Моголов, поскольку он соседствовал с Аурангабадом, который служил фактической столицей Империи Великих Моголов во время его правления. Сам Аурангзеб решил быть похоронен здесь, после чего город получил своё современное название Хулдабад от посмертного титула правителя «хулд-макан».
Практика покровительства Великих Моголов сохранились у преемников Великих Моголов в Декане, династия Асаф Джахи (также известных как Низамы). В городе были похоронены несколько дворян династии, в том числе основатель Асаф Джах I. Непреходящее значение Хулдабада было связано с тем, что соседний Аурангабад продолжал функционировать как столица территорий Асаф Джахи. И Моголы, и Асаф Джахи внесли вклад в архитектурное развитие города.

## Демография
По данным переписи населения Индии 2001 года, население Хулдабада составляло 12 794 человека. Мужчины составляют 52 % населения, женщины 48 %. В Хулдабаде средний уровень грамотности составляет 64 %, что выше, чем в среднем по стране (59,5 %): грамотность мужчин составляет 72 %, а грамотность женщин — 56 %. В Хулдабаде 16 % населения моложе 6 лет.